# Senioren-Convent zu Freiberg

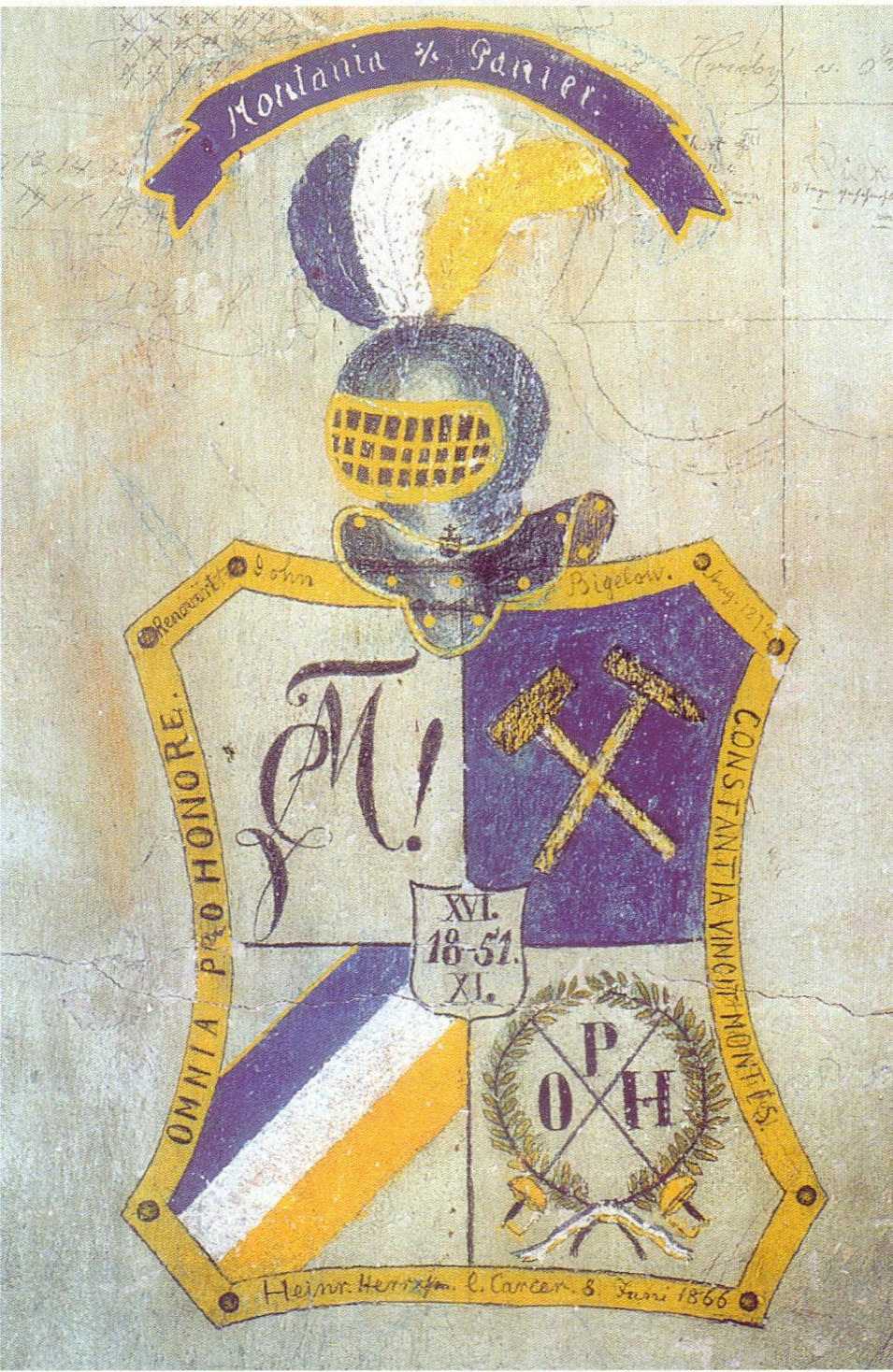
Montania Freiberg

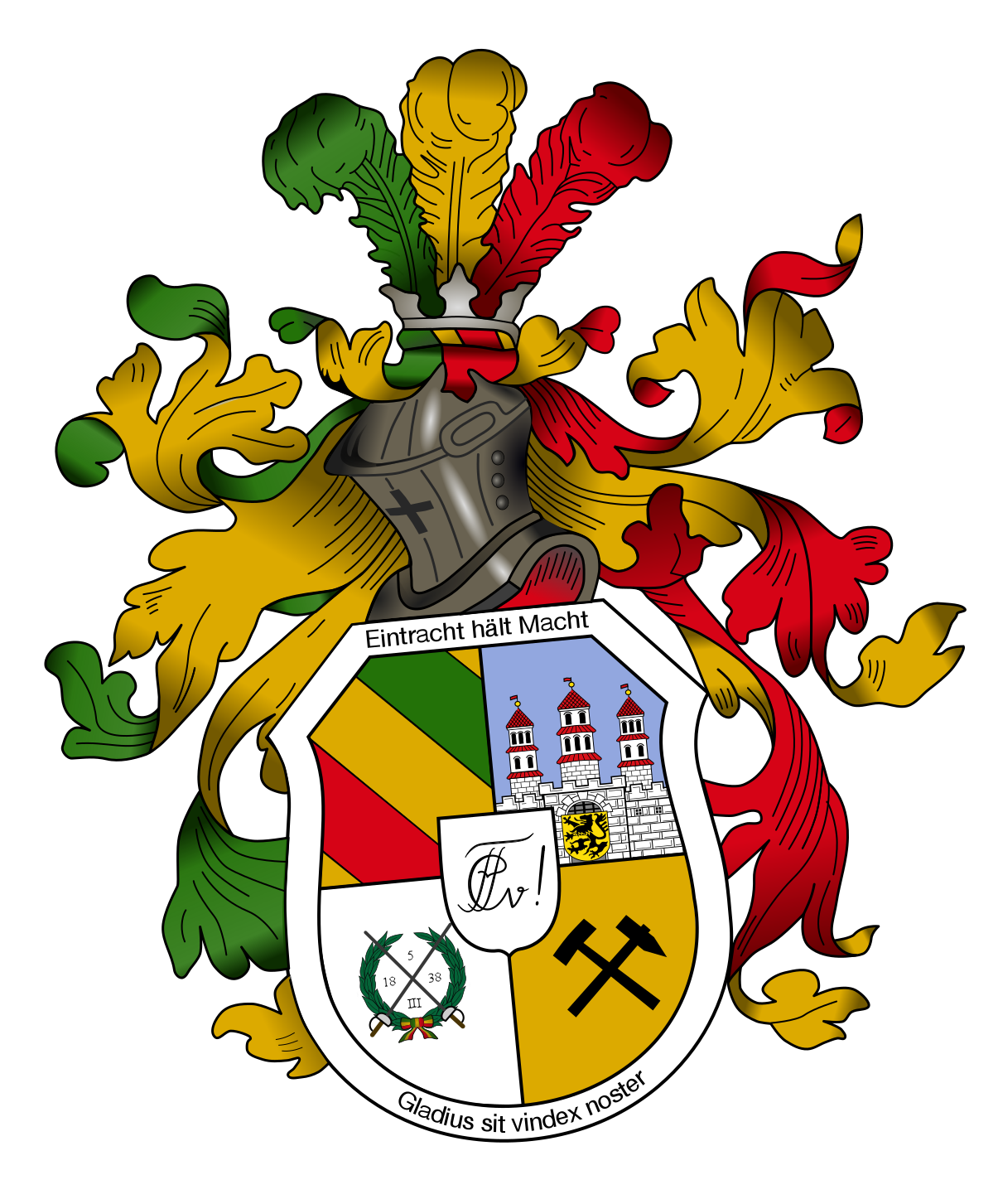
Franconia Fribergensis (zu Aachen)

Der Senioren-Convent zu Freiberg ist der seit 1841 mehrfach gegründete Senioren-Convent der Corps an der Technischen Universität Bergakademie Freiberg. 1858 vom Kösener Senioren-Convents-Verband abgewiesen, wurde der SC 1873 (und 1902) in den Weinheimer Senioren-Convent aufgenommen.

## Geschichte
Nachdem 1765 die Bergakademie Freiberg als Ausbildungsstätte von Beamten für das sächsische Berg- und Hüttenwesen gegründet worden war, entwickelte sich bald unter den günstigen Verhältnissen, welche das Oberbergamt als Aufsichtsbehörde bot, ein akademisches Verbindungsleben. Schon um 1780 wird ein „Orden der Erzgebirgler“ genannt. Außerdem bestand eine Landsmannschaft „Franconia“ von nichtsächsischen selbstzahlenden Studenten, die vor allem aus Bayern und Thüringen stammten. Dokumente aus dieser Zeit sind nicht erhalten. 

### Montania
Mit dem Niedergang der Orden und dem Aufblühen der Landsmannschaften bildete sich am 3. November 1798 eine „Erzgebirgische Landsmannschaft“, die sich seit etwa 1808 auch „Montania“ nannte. Sie bezweckte auf der Akademie die Pflege des guten Tons, die Wahrung der Ehre durch das Satisfaktionsprinzip und die Erhaltung der akademischen Freiheit. Nachdem 1817 die „Montania“ unter Beschlagnahme des Inventars und der Akten aufgelöst worden war, versuchten die Ausländer (Nichtsachsen), Oberhand über die übrige Studentenschaft zu gewinnen. Deshalb stifteten Inländer zusammen mit einigen Mitgliedern der alten Montania am 25. März 1821 das Corps Montania. Mehrfach musste Montania wegen behördlicher Verfolgungen suspendieren und trat zeitweise unter dem Decknamen „Oreania“ auf, bis sie im Frühjahr 1837 ihren Corpsbetrieb trotz eines Aktivbestandes von zwölf Mitglieder einstellen musste und als lose Vereinigung „Knappschaft“ weiterbestand.

### Franconia
Einem Teil der Akademiker genügte diese lose Verbindungsform nicht. So stifteten drei ehemalige Mitglieder des Corps Franconia Jena am 5. März 1838 das Corps Franconia. Sie übernahmen Pauk- und Biercomment vom Senioren-Convent zu Leipzig. Die drei Senioren stammten aus Thüringen, waren also „Ausländer“. Die Renoncen stammten auch aus anderen Teilen des Deutschen Bundes. Sogar das Rheinland und das Herzogtum Schleswig waren vertreten. Für sie als selbstzahlende Studenten bestanden neben den finanziellen Verbindlichkeiten – Studiengebühren und Kolleggeldern – keine weiteren Verpflichtungen. Sie standen praktisch außerhalb jeder Disziplinargewalt und die Mitglieder der Franconia sind deshalb am häufigsten wegen groben Unfugs in den Akademieakten verzeichnet. Das Corps der „Ausländer“ erregte die Empörung der sächsischen „Inländer“. Deshalb machten alte Montanen mit anderen Bergakademikern am 1. Februar 1841 die Montania wieder auf.

### Gründung des SC
Als Gründungstag des SC zu Freiberg gilt der 22. Februar 1841, an dem sich Montania als jüngeres Corps auf dem Paukboden der Franken mit drei Partien bei Franconia herauspaukte. Zuvor hatte über längere Zeiten jeweils nur ein Corps bestanden, zwischen 1821 und 1837 nur die Montania und von 1838 bis 1841 die Franconia. Am Abend dieses 22. Februar versammelten sich die Senioren beider Corps zum ersten gemeinsamen SC. Doch die Einigkeit unter ihnen war nicht von langer Dauer, sondern endete in gegenseitigen Verrufserklärungen, zumal die Montanen die Franken als „Fremdlinge“ in Freiberg ansahen; denn zunächst hatten sich im Corps Montania hauptsächlich „Stipendiaten“ gesammelt, die sich als Beamte für das Berg- und Hüttenwesen im Königreich Sachsen verpflichtet hatten. Als dann die Franconia auch immer mehr Stipendiaten aufnahm und ihnen den Beitritt erleichterte, indem sie 1842 die Corpsbeiträge nach der Höhe des Monatswechsels ihrer Mitglieder erhob, verstärkte sich der Gegensatz zwischen den beiden Corps.

### Saxo-Borussia
Schon 1842 war der SC wieder gesprengt. Um sich nun nicht isolieren zu lassen, stifteten einige Montanen das neue Corps Saxo-Borussia Freiberg. Nach dessen Herauspauken einigten sich die drei Corps am 21. Januar 1843 in einem neuen SC auf die Bearbeitung eines Comments. Der bis dahin gültige Leipziger Allgemeine sowie Pauk- und Biercomment wurde nach Beschluss vom 24. Januar 1843 in einen Freiberger SC-Comment umgearbeitet.
Trotzdem verwickelten sich die Corps untereinander immer wieder in Händel, wobei ihre Mitglieder durch forsches, rauhbeiniges Contrahieren den Corpsstudenten herauszukehren versuchten. So gab es 1843 bei einer Anzahl von kaum 70 Studierenden etwa 80 Paukereien, darunter verschiedene auf Säbel oder Pistole. Deshalb ließ bei den Franken und Montanen der anfangs große Aktivenbestand bald nach, während Saxo-Borussia starken Zulauf erhielt. 

### Franco-Montania
Um ihre Corps nicht eingehen zu lassen, einigten sich die Senioren auf eine Fusion zur Franco-Montania. Dieses neue Corps geriet nun mit der aufblühenden Saxo-Borussia in Streit, der wieder in beiderseitigen Verrufserklärungen endete. Nach kaum dreijährigem Bestehen war der SC schon wieder aufgelöst. Dazu kamen gesellschaftliche Rangstreitigkeiten zwischen Franco-Montanen und den Offizieren des in Freiberg stationierten Reiter-Regiments, die in einem Pistolenduell mit tödlichem Ausgang endeten. Die Bergakademie wurde vom sächsischen Finanzministerium für sechs Wochen geschlossen, die am Duell als Sekundanten beteiligten Senioren der Franco-Montania, Manuel Ortigosa und Hans Max Philipp von Beust, wurden ohne Verhandlung relegiert und des Landes verwiesen. Das Corps Franco-Montania wurde aufgelöst und Saxo-Borussia bald darauf zur Suspension gezwungen. In Freiberg bestand keine studentische Verbindung mehr.

### Wiederaufleben der Corps
Ein SC konstituierte sich erst wieder Ende März 1849, nachdem ein neues Corps Franconia von auswärtigen Corpsstudenten und fünf Sachsenpreußen gestiftet worden war. Ernst Zachariae Starkenburgiae brachte die Farben und Carl Holzmann Franconiae Karlsruhe den Namen des Corps mit. Um ein zweites Corps am Ort zu haben, stellte man Leute für ein Corps Saxonia ab; es hatte jedoch nur eine kurze Lebensdauer. Auch mit der erneuerten Montania entstand lange Jahre kein freundschaftliches Verhältnis. Schließlich erkannten beide Corps, dass sie zu den gleichen Prinzipien standen. So bildeten sie am 3. April 1854 einen neuen SC, der sich sofort mit der Neubearbeitung des Comments befasste. Insbesondere wurde darin das Verhältnis des SC zur übrigen Studentenschaft geregelt.

## Kösener Abweisung
Um weiteren Zwistigkeiten vorzubeugen, stellte man am 13. Mai 1858 einen Antrag, in den inzwischen gegründeten Kösener SC-Verband aufgenommen zu werden. Dieser Antrag wurde von den zahlreichen bei Freiberger Corps aktiv gewordenen oder verkehrenden Kösener Corpsstudenten angeraten. Erst nach acht Monaten traf die abschlägige Antwort vom Vorort Heidelberg ein, weil „der Kösener SC laut Statut nur Corps von Universitäten aufzunehmen in der Lage“ sei. 
Als Ende des Jahres 1859 die Einigkeit des SC wieder einen Stoß erlitt, nutzte Montania seinen großen Corpsbestand und gründete mit vier Corpsburschen am 13. März 1860 die suspendierte Saxo-Borussia. Der neue SC konstituierte sich am 17. März 1860 mit den Corps Montania, Franconia und Saxo-Borussia.

## Konkurrenz der Freistudenten
Inzwischen war der Besuch der Bergakademie in ungeahnter Weise gestiegen, so dass die Mitglieder der Corps nicht mehr die Mehrzahl der Studentenschaft bildete. Gegen die Herrschaft des SC, die er nach seiner Tradition unter Anwendung des Comments in allen studentischen Angelegenheiten auszuüben pflegte, erhob sich eine starke Opposition von Freistudenten. Deshalb wurde im SC vom 4. Juni 1861 beschlossen, nur noch von den mit dem SC verkehrenden und auf Studentische Fechtwaffen antretenden Kommilitonen Anerkennung der Verrufserklärungen zu verlangen. Den schwindenden Einfluss versuchte man durch regelmäßige Veranstaltung von allgemeinen Kommersen aufzuhalten; allerdings war Saxo-Borussia bereits am 31. Mai 1861 wegen einer Ehrenangelegenheit wieder aus dem SC ausgetreten.
Obwohl auch das Verhältnis zwischen Montania und Franconia von jeher getrübt war, musste man jetzt nach außen Einigkeit zeigen, zumal sich am 19. Juni 1863 ein Verein Freiberger Nichtverbindungsakademiker gegründet hatte, dessen Mitglieder jede Satisfaktion verweigerten. Vorübergehend konnte der SC seine Position noch einmal stärken, als Saxo-Borussia am 20. Mai 1863 wieder aufgenommen wurde.

## Auswirkungen der Einigungskriege
Doch nun bewirkte der Rückgang der Zahl deutscher und österreichischer Studenten eine Schwächung der Corps, hervorgerufen durch die politischen Verhältnisse, den Deutsch-Dänischen Krieg 1864 und den Deutschen Krieg 1866. Als erste musste Montania sich am 24. November 1864 wegen Mitgliedermangels auflösen. Saxo-Borussia folgte am 23. März 1865. Der Niedergang wurde später einem zu ausgedehnten Conkneipantenwesen zugeschrieben. 
Schließlich löste sich auch Franconia am 1. August 1867 auf und erstand erst zehn Jahre später wieder. Ohne dem SC anzugehören, hatte Montania inzwischen wieder restituiert. Sie konnte sogar den Deutsch-Französischen Krieg ohne Suspension überdauern. Möglich war das nur durch die Aufnahme einer großen Anzahl Nichtdeutscher. Später wurde dem SC zu Freiberg vom WSC vorgeworfen, er hätte eine zu große Anzahl von Ausländern in seinen Reihen.

### Teutonia
Sogar der SC konnte erneuert werden, als am 25. Mai 1867 das aus einem Fechtkränzchen entstandene Corps Teutonia aufgenommen wurde. Seine Mitglieder hatten bereits mit Montania gefochten, so dass die Anerkennung nicht verweigert wurde. Doch musste sich Teutonia erst zum Corps herauspauken und vier Wochen renoncieren. Das Verhältnis der beiden Corps zueinander stach durch seine Freundschaftlichkeit vorteilhaft gegen die früheren Zeiten ab, und so überstand dieser SC die für damalige Verhältnisse lange Zeit von zehn Jahren mit nur drei kurzen Unterbrechungen.

### Aufnahme in den WSC
Nach Beendigung des Deutsch-Französischen Krieges stieg die Studentenzahl in Freiberg stark, so dass auch die beiden Corps Montania und Teutonia ihren Nutzen daraus ziehen konnten. Sie stellten am 3. April 1873 an den Weinheimer SC den Antrag um Aufnahme. Bereits am 2. Mai 1873 lief die zustimmende Antwort des SC zu Karlsruhe als Vorort ein, und der Freiberger SC wurde am 30. Mai 1873 ohne Bedingungen feierlich in den WSC aufgenommen. Als jedoch zwei Jahre später der WSC nachträglich das Herauspauken verlangte, trat der SC zu Freiberg demonstrativ wieder aus. Lediglich Teutonia schloss sich am 4. Mai 1877 im Alleingang dem WSC wieder an. 
Einer drohenden Isolierung versuchte Montania dadurch zu entgehen, dass sie am 8. Mai 1877 die suspendierte Franconia neu gründete. Daraufhin restituierte Teutonia am 16. Juli 1877 die aufgelöste Saxo-Borussia, die nun gleichfalls dem WSC beitrat. 

### Zwei Senioren-Convente
Nun bestanden an der Freiberger Bergakademie zwar erstmals vier Corps, die aber in zwei getrennten SC ihre Geschäfte führten und sich gegenseitig in Verruf steckten. Der aus Montania und Franconia bestehende SC ging mit dem SC an der Forstlichen Hochschule Tharandt ein Paukverhältnis ein, während der andere SC aus Teutonia und Saxo-Borussia mit dem SC zu Dresden focht. Erst durch Vermittlung Alter Herren wurden die gegenseitigen Verrufserklärungen am 21. November 1878 aufgehoben. Dem WSC trat jedoch am 9. Juni 1881 Montania allein wieder bei, da in der Zwischenzeit Saxo-Borussia am 1. April 1880 und Franconia am 26. März 1881 suspendieren mussten. Einer Zeit des vorübergehenden Niedergangs folgte aber ein erneutes Aufblühen, so dass vom Wintersemester 1882/83 an wieder vier Corps in Freiberg bestanden, vereint in einem SC.

## Verbandsprobleme mit dem WSC
Doch den erfreulichen Verhältnissen im Freiberger SC standen nun Schwierigkeiten mit dem WSC entgegen. Mehrere SC an Polytechnischen Schulen stellten den Antrag, die SC an den Bergakademien Freiberg und Clausthal aus dem WSC auszuschließen; da ihr Antrag aber nicht angenommen wurde, erklärten sie selbst ihren Austritt, so dass der WSC jetzt nur noch aus den Corps von Freiberg, Clausthal, Dresden und Darmstadt bestand. Die Verbandssitzungen fanden nicht mehr in Weinheim statt, sondern am Sitz des jeweiligen Vorortes. Jedoch ein Corps nach dem anderen bröckelte von diesem alten WSC ab und schloss sich dem von Hannover, Karlsruhe, Stuttgart und Braunschweig am 5. Mai 1884 neukonstituierten WSC an. Der alte WSC bestand schließlich nur noch aus dem Freiberger und Clausthaler SC und löste sich am 1. Februar 1889 auf. Fast fünf Jahre lang hatten zwei getrennte WSC-Verbände bestanden. Erst nach langen Jahren wurde die Stimmung im WSC wieder günstig für eine Neuaufnahme des Freiberger SC. Ohne renoncieren zu müssen, wurde er am 14. Mai 1902 vollwertiges Mitglied. In jeder Weise und mit allen Kräften unterstützte der Freiberger SC die Interessen des WSC.

## Ende und Neuanfang
Die Gleichschaltung in der Zeit des Nationalsozialismus brachte 1935 das vorläufige Ende der Corps in Freiberg. Teutonia trat am 19. Oktober 1935 aus dem WSC aus und suspendierte. Die drei anderen Corps unterstützten ab 1938 die Kameradschaft „Wöller“, die ab 1943 den Namen Kameradschaft „Berghauptmann von Herder“ führte. 
Nach dem Krieg fanden die Freiberger Corps eine neue Heimat an der Bergakademie Clausthal und der RWTH Aachen. Saxo-Borussia restituierte am 24. Januar 1992 mit Hilfe von Borussia Clausthal und Saxo-Montania wieder an der TU Bergakademie Freiberg und bildet mit Teutonia Dresden und Altsachsen den Sächsischen SC.